# Itaiópolis
Itaiópolis – miasto i gmina w Brazylii, w stanie Santa Catarina. Znajduje się w mezoregionie Norte Catarinense i mikroregionie Canoinhas.

## Kultura
W mieście można dostrzec kilka śladów zróżnicowanej kolonizacji, z zachowaniem ojczystego języka europejskich przodków. Przy wjeździe do miasta widnieje powitanie w czterech językach: portugalskim, polskim, ukraińskim i niemieckim.

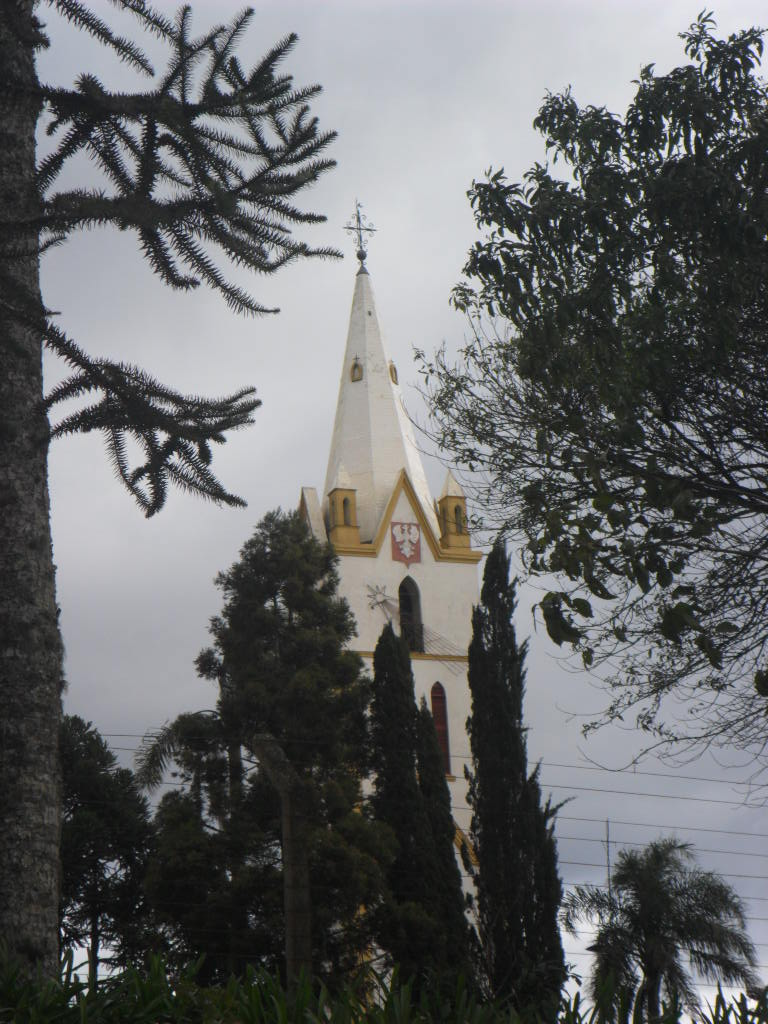
Kościół Świętego Stanisława w Alto Paraguaçu, w gminie Itaiópolis, Santa Catarina, Brazylia. Na wieży kościoła widoczny Orzeł Biały

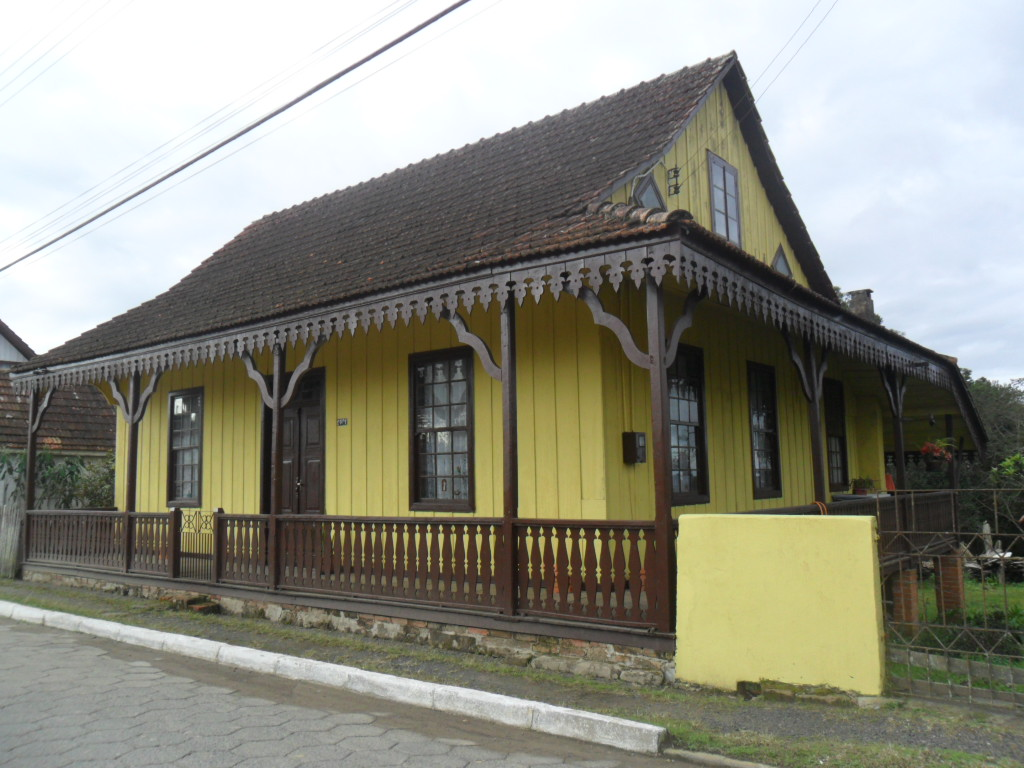
Dom w Alto Paraguaçu, położonym na południe od Itaiópolis, zbudowany przez polskich osadników